# British Retail Consortium
Pour les articles homonymes, voir BRC.
Le British Retail Consortium (BRC) est un syndicat professionnel d'entreprises dans le commerce de détail britanniques. Son siège social se trouve à Londres, il y a des associations régionales en Écosse et une représentation auprès de l'Union européenne à Bruxelles.

## Tâches
L'association soutient les intérêts de ses membres envers les gouvernements, les agences publiques et les institutions de l'UE à Bruxelles. Sa première tâche est le travail classique du lobby: les représentants du BRC essayent d'influencer la législation, p. ex. concernant la protection contre les incendies ou l'augmentation des salaires minimums. Le BRC collecte et publie des informations sur le développement des prix dans le commerce de détail. Il mène également des campagnes concernant le commerce de détail concernant la criminalité, la protection de l'environnement ou l'alimentation saine.
Le BRC définit les règlements fixés par de différentes chaînes de fournisseurs dans l'industrie agroalimentaire comme le BRC Global Standard et le BRC-IoP (producteur d'emballages pour alimentation) ainsi que BRC Consumer Products.

## Portées pratiques
Les producteurs (nationaux ou étrangers) sont pratiquement forcés d'avoir une certification par le BRC pour pouvoir fournir les chaînes britanniques (Tesco, Marks&Spencer, etc.). Il y a des certificateurs autorisés comme l'Intertek, le Deutsche Gesellschaft zur Zertifizierung von Qualitätsmanagementsystemen (DQS) ou le IFTA AG Berlin.

## Source
- (de) Cet article est partiellement ou en totalité issu de l’article de Wikipédia en allemand intitulé « British Retail Consortium » (voir la liste des auteurs).